# New Eden
New Eden (conocida en España como Planeta Alfa) es una película de acción y ciencia ficción de 1994, dirigida por Alan Metzger, escrita por Dan Gordon, musicalizada por Blake Leyh, en la fotografía estuvo Geoffrey Erb y los protagonistas son Stephen Baldwin, Lisa Bonet y Tobin Bell, entre otros. El filme fue realizado por Davis Entertainment y MCA Television Entertainment (MTE), se estrenó el 28 de noviembre de 1994.

## Sinopsis
Dos compañeros de cárcel, uno de carácter complicado y otro bien educado, son puestos en libertad en un mundo desolado con nada de recursos. Reiteradamente, Kyne y Adams se ponen en contacto para una confrontación final que decidirá el futuro de la comunidad.